# 奥尔登·W·克劳森
奥尔登·温希普·克劳森（Alden Winship Clausen，1923年2月17日—2013年1月21日）生於伊利诺伊州哈密尔顿，美国银行家，曾任世界银行行长。
| 前任： 罗伯特·S·麦克纳马拉 | 世界银行行长 1981年-1986年 | 繼任： 巴伯·B·科纳布尔 |